# 球茎石豆兰
球茎石豆兰（学名：Bulbophyllum triste）为兰科石豆兰属下的一个种。

## 扩展阅读
- 維基物種上的相關：球茎石豆兰